# 클라라 코우리

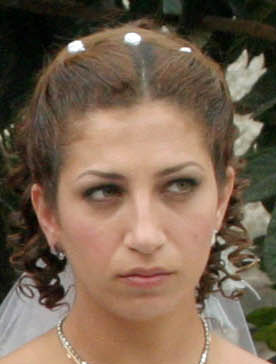

클라라 코우리(Clara Khoury, 1976년 12월 29일 ~ )는 이스라엘의 배우, 연극 배우, 영화배우이다.
하이파에서 태어났다.

## 영화
- 인헤리턴스 (2012년) - 살마 역
- 립스틱카 (2011년)
- 바디 오브 라이즈 (2008년) - 바삼의 부인 역
- 불륜의 시간 (2007년)
- 포기브니스 (2006년)
- 시리아인 신부 (2004년) - 모나 역
- 라나의 결혼 (2002년)